# Wufu, Fujian
Wufu (kinesiska: 五夫) är en köping i sydöstra Kina. Den ligger i Wuyishan i staden Nanping i provinsen Fujian, omkring 200 kilometer nordväst om provinshuvudstaden Fuzhou. Antalet invånare är 9 512. Befolkningen består av 4 545 kvinnor och 4 967 män. Barn under 15 år utgör 16,0 %, vuxna 15-64 år 71 %, och äldre över 65 år 11,0 %.